# Baixa de Coimbra
A Baixa de Coimbra ou Centro Histórico de Coimbra é a denominação dada a uma zona central da cidade de Coimbra, em Portugal, constituída pelas freguesias de São Bartolomeu e Santa Cruz.
A designação foi desenvolvida com a separação entre a "Alta", onde vivia a nobreza, o clero e, mais tarde, os estudantes e a "Baixa", predominada pelo comércio, artesanato e bairros ribeirinhos. Hoje, ambos são locais privilegiados da cidade, onde se misturam serviços (banca, seguros, comércio), séculos de História, habitação, cultura, espaços verdes e lazer.
A Baixa não tem limites definidos, mas pode-se considerar como limites genéricos: a zona verde e rotunda da Casa do Sal a norte, o Parque Doutor Manuel Braga a sul, o Mercado Municipal D. Pedro V a este e o Rio Mondego a oeste.
É aqui que se encontra uma parte do centro cívico da cidade, as grandes ruas comerciais (como a Rua Ferreira Borges), o tradicional Mercado Municipal D.Pedro V, a estação ferroviária de Coimbra-A / Estação Nova e importantes monumentos como o Mosteiro de Santa Cruz.

## Declínio
Nas últimas décadas, a Baixa de Coimbra viu o seu protagonismo transferido para outras zonas da cidade como a Solum em Santo António dos Olivais, ou para as grandes superfícies comerciais, não só devido à supermacia dos centros comerciais mas também em função do elevado estado de degradação de grande parte dos edifícios e dos arruamentos, dando-se a chamada "desertificação da Baixa", fenómeno com que se depara também a Baixa do Porto. O estacionamento e a insegurança são outros problemas apontados por consumidores e comerciantes. A situação tem vindo a melhorar cada vez desde o reconhecimento de Coimbra como Património da Humanidade.

## Reabilitação
Para promover a reabilitação urbana da zona de intervenção definida como Centro Histórico do Município de Coimbra, designadamente a área da Baixa, tal como foi definida no Relatório da Comissão Interdisplinar da Baixa aprovado pelo Câmara Municipal em 30 de Março de 2005, foi criada a Coimbra Viva, SRU – Sociedade de Reabilitação Urbana.
A Agência para a Promoção da Baixa de Coimbra (APBC) é uma Associação sem fins lucrativos constituída desde 2004 e que tem por objectivo promover a Baixa de Coimbra enquanto Centro Comercial a Céu Aberto dinamizando comércio e serviços, e enquanto área em que se conjugam Comércio, Cultura, Turismo e Lazer.